# Barney Stanley
Pour les articles homonymes, voir Stanley.
Temple de la renommée : 1962
Russell Stanley, dit Barney Stanley, (né le 1er juin 1893 à Paisley, dans la province de l'Ontario Canada - mort le 16 mai 1971) est un joueur professionnel canadien de hockey sur glace,.

## Carrière de joueur
Il commença sa carrière avec les Maritimers d'Edmonton de la Alberta Senior Hockey League avec lesquels il joua jusqu'en 1915 malgré les changements de nom de la franchise. Il se joignit aux Millionnaires de Vancouver au terme de la saison 1914-15 et il aida ce club à remporter la seule conquête de la Coupe Stanley par un club de cette ville.
Il joua par la suite plusieurs saisons dans les ligues séniors et finit par atteindre la Ligue nationale de hockey lors de la saison 1927-1928 jouant une partie avec les Black Hawks de Chicago, il était aussi entraîneur-chef du club. Il se retira à la fin de la saison suivante. Il fut intronisé au Temple de la renommée du hockey en 1962.

## Statistiques de carrière
| Saison    | Équipe                     | Ligue         |    | Saison régulière | Saison régulière | Saison régulière | Saison régulière | Saison régulière |   | Séries éliminatoires | Séries éliminatoires | Séries éliminatoires | Séries éliminatoires | Séries éliminatoires |
| Saison    | Équipe                     | Ligue         | PJ | B                | A                | Pts              | Pun              | PJ               | B | A                    | Pts                  | Pun                  |                      |                      |
| 1911-1912 | Maritimers d'Edmonton      | ASHL          | 5  | 4                | 0                | 4                | 4                | 4                | 8 | 0                    | 8                    | 10                   |                      |                      |
| 1912-1913 | Dominions d'Edmonton       | ASHL          | 7  | 7                | 0                | 7                | 4                | 2                | 6 | 0                    | 6                    | 2                    |                      |                      |
| 1913-1914 | Dominions d'Edmonton       | ASHL          | 5  | 6                | 0                | 6                | 25               | 6                | 3 | 0                    | 3                    | 7                    |                      |                      |
| 1914-1915 | Albertas d'Edmonton        | ASHL          | 3  | 2                | 0                | 2                | 6                | -                | - | -                    | -                    | -                    |                      |                      |
| 1914-1915 | Millionnaires de Vancouver | PCHA          | 5  | 7                | 1                | 8                | 0                | -                | - | -                    | -                    | -                    |                      |                      |
| 1914-1915 | Millionnaires de Vancouver | Coupe Stanley | -  | -                | -                | -                | -                | 3                | 5 | 1                    | 6                    | 0                    |                      |                      |
| 1915-1916 | Millionnaires de Vancouver | PCHA          | 14 | 6                | 6                | 12               | 9                | -                | - | -                    | -                    | -                    |                      |                      |
| 1916-1917 | Millionnaires de Vancouver | PCHA          | 23 | 28               | 18               | 46               | 9                | -                | - | -                    | -                    | -                    |                      |                      |
| 1917-1918 | Millionnaires de Vancouver | PCHA          | 18 | 11               | 6                | 17               | 9                | 2                | 1 | 0                    | 1                    | 3                    |                      |                      |
| 1917-1918 | Millionnaires de Vancouver | Coupe Stanley | -  | -                | -                | -                | -                | 5                | 2 | 0                    | 2                    | 6                    |                      |                      |
| 1919      | Millionnaires de Vancouver | PCHA          | 20 | 10               | 6                | 16               | 19               | 2                | 0 | 0                    | 0                    | 0                    |                      |                      |
| 1919-1920 | Eskimos d'Edmonton         | AB4HL         | 12 | 10               | 12               | 22               | 20               | 2                | 0 | 1                    | 1                    | 5                    |                      |                      |
| 1920-1921 | Tigers de Calgary          | AB4HL         | 15 | 11               | 10               | 21               | 5                | -                | - | -                    | -                    | -                    |                      |                      |
| 1921-1922 | Tigers de Calgary          | WCHL          | 25 | 26               | 5                | 31               | 17               | 2                | 0 | 0                    | 0                    | 0                    |                      |                      |
| 1922-1923 | Capitals de Regina         | WCHL          | 29 | 14               | 7                | 21               | 10               | 2                | 1 | 0                    | 1                    | 2                    |                      |                      |
| 1923-1924 | Capitals de Regina         | WCHL          | 30 | 15               | 11               | 26               | 27               | 2                | 1 | 0                    | 1                    | 2                    |                      |                      |
| 1924-1925 | Eskimos d'Edmonton         | WCHL          | 25 | 12               | 5                | 17               | 36               | -                | - | -                    | -                    | -                    |                      |                      |
| 1925-1926 | Eskimos d'Edmonton         | WHL           | 29 | 14               | 8                | 22               | 47               | 2                | 1 | 0                    | 1                    | 0                    |                      |                      |
| 1926-1927 | Maroons de Winnipeg        | AHA           | 35 | 8                | 8                | 16               | 78               | 3                | 0 | 0                    | 0                    | 2                    |                      |                      |
| 1927-1928 | Black Hawks de Chicago     | LNH           | 1  | 0                | 0                | 0                | 0                | -                | - | -                    | -                    | -                    |                      |                      |
| 1928-1929 | Poolers d'Edmonton         | AHA           | 40 | 8                | 5                | 13               | 34               | 4                | 1 | 0                    | 1                    | 2                    |                      |                      |

## Trophées et honneurs personnels
- Coupe Stanley
  - 1915 : remporte la Coupe Stanley avec les Millionnaires de Vancouver
- Pacific Coast Hockey Association
  - 1918 : nommé dans la 2e équipe d'étoiles